# Hakon Westermarck
Hakon Walter Westermarck, född 10 juni 1912 i Helsingfors, död där 27 november 1995, var en finländsk veterinär. Han var brorsons son till Edvard Westermarck och bror till Nils Westermarck.
Westermarck blev veterinärmedicine doktor 1952. Han 1939–1948 som veterinär på olika orter i södra Finland. Som distriktsveterinär i Äyräpää organiserade han under kriget evakueringen av djur och deltog senare som överveterinär i evakueringen av boskap från Lappland till Sverige. Han var 1947–1954 tillförordnad professor i farmakologi och toxikologi och 1954–1976 ordinarie professor vid Veterinärmedicinska högskolan, där han även var rektor 1973–1976. Han föreläste vid högskolor i Stockholm, Köpenhamn, Tokyo och Peking.
Westermarck utvecklade ett flertal veterinärmedicinska preparat och var en central gestalt inom det internationella djurskyddsarbetet. Han tilldelades flera förtjänsttecken och hedersmedlemskap av djurskyddsorganisationer både i Finland och utlandet.